# Segunda Categoría de Imbabura
El Campeonato Provincial de la Segunda Categoría de Imbabura es un torneo oficial de fútbol de ascenso en la provincia de Imbabura. Es organizado anualmente por la Asociación de Fútbol Profesional de Imbabura (AFI). Los tres mejores clubes (campeón, subcampeón y tercer lugar) clasifican al torneo de Ascenso Nacional por el ascenso a la Serie B, además el campeón provincial clasificará a la primera fase de la Copa Ecuador.

## Estructura de ascenso

### Sistema de campeonato actual
Actualmente, el torneo provincial imbabureño tiene inscrito a 8 clubes que disputarán dos cupos para las zonales de ascenso. El torneo se compone de una sola etapa. se jugaran un todo contra todos en partidos de ida y vuelta. Al finalizar el torneo, los equipos que hayan terminado en primer y segundo lugar de cada grupo clasificará a la segunda etapa.

## Palmarés
| Temporada | Campeón                       | Subcampeón                    |
| --------- | ----------------------------- | ----------------------------- |
| 1989      | Cedecot (1)                   | Luz de América (1)            |
| 1990      | 2 de Marzo (1)                | Luz de América (2)            |
| 1991      | 2 de Marzo (2)                | Luz de América (3)            |
| 1992      | Luz de América (1)            | 17 de Julio (1)               |
| 1993      | 17 de Julio (1)               | Imbabura S. C. (1)            |
| 1994      | Imbabura S. C. (1)            | Técnico Estudiantil (1)       |
| 1995      | Imbabura S. C. (2)            | Luz de América (4)            |
| 1996      | No se disputó                 | No se disputó                 |
| 1997      | Deportivo Otavalo (1)         | Luz de América (5)            |
| 1998      | Deportivo Otavalo (2)         | Deportivo El Ángel (1)        |
| 1999      | Deportivo Otavalo (3)         | Luz de América (6)            |
| 2000      | Imbabura S. C. (3)            | Deportivo Otavalo (1)         |
| 2001      | Deportivo Otavalo (4)         | Imbabura S. C. (2)            |
| 2002      | Deportivo Otavalo (5)         | Valle del Chota (1)           |
| 2003      | Imbabura S. C. (4)            | Deportivo Otavalo (2)         |
| 2004      | Imbabura S. C. (5)            | Deportivo Otavalo (3)         |
| 2005      | Imbabura S. C. (6)            | Ibarra F. C. (1)              |
| 2006      | Valle del Chota (1)           | Deportivo Otavalo (4)         |
| 2007      | Valle del Chota (2)           | Deportivo Otavalo (5)         |
| 2008      | Valle del Chota (3)           | Teodoro Gómez de la Torre (1) |
| 2009      | Valle del Chota (4)           | Teodoro Gómez de la Torre (2) |
| 2010      | Valle del Chota (5)           | Teodoro Gómez de la Torre (3) |
| 2011      | No se disputó                 | No se disputó                 |
| 2012      | Pilahuin Tío (1)              | 2 de Marzo (1)                |
| 2013      | Pilahuin Tío (2)              | Teodoro Gómez de la Torre (4) |
| 2014      | Teodoro Gómez de la Torre (1) | 2 de Marzo (2)                |
| 2015      | San Antonio (1)               | Deportivo Otavalo (6)         |
| 2016      | Deportivo Otavalo (6)         | Deportivo Ibarra (1)          |
| 2017      | Atlético Ibarra (1)           | Chivos F. C. (1)              |
| 2018      | Imbabura S. C. (7)            | Leones del Norte (1)          |
| 2019      | Otavalo F. C. (7)             | Imbabura S. C. (3)            |
| 2020      | Leones del Norte (1)          | Imbabura S. C. (4)            |
| 2021      | Leones del Norte (2)          | Santa Fe (1)                  |
| 2022      | Leones del Norte (3)          | San Antonio (1)               |
| 2023      | Leones del Norte (4)          | San Antonio (2)               |
| 2024      | Deportivo Ibarra (1)          | La Cantera (1)                |
| 2025      | Por definir                   | Por definir                   |

## Estadísticas por equipo

### Campeonatos
| Equipo                    | Títulos | Subtítulos | Temporadas campeón                        | Temporadas subcampeón               |
| ------------------------- | ------- | ---------- | ----------------------------------------- | ----------------------------------- |
| Otavalo F. C.             | 7       | 6          | 1997, 1998, 1999, 2001, 2002, 2016, 2019. | 2000, 2003, 2004, 2006, 2007, 2015. |
| Imbabura S. C.            | 7       | 4          | 1994, 1995, 2000, 2003, 2004, 2005, 2018. | 1993, 2001, 2019, 2020.             |
| Valle del Chota           | 5       | 1          | 2006, 2007, 2008, 2009, 2010.             | 2002.                               |
| Leones del Norte          | 4       | 1          | 2020, 2021, 2022, 2023.                   | 2018.                               |
| 2 de Marzo                | 2       | 2          | 1990, 1991.                               | 2012, 2014.                         |
| Pilahuin Tío              | 2       | 0          | 2012, 2013.                               |                                     |
| Luz de América            | 1       | 6          | 1992.                                     | 1989, 1990, 1991, 1995, 1997, 1999. |
| Teodoro Gómez de la Torre | 1       | 4          | 2014.                                     | 2008, 2009, 2010, 2013.             |
| San Antonio               | 1       | 2          | 2015.                                     | 2022, 2023.                         |
| 17 de Julio               | 1       | 1          | 1993.                                     | 1992.                               |
| Deportivo Ibarra          | 1       | 1          | 2024.                                     | 2016.                               |
| Atlético Ibarra           | 1       | 0          | 2017.                                     |                                     |
| Cedecot                   | 1       | 0          | 1989.                                     |                                     |
| Chivos F. C.              | 0       | 1          |                                           | 2017.                               |
| Deportivo El Ángel        | 0       | 1          |                                           | 1998.                               |
| Ibarra F. C.              | 0       | 1          |                                           | 2005.                               |
| La Cantera                | 0       | 1          |                                           | 2024.                               |
| Santa Fe                  | 0       | 1          |                                           | 2021.                               |
| Técnico Estudiantil       | 0       | 1          |                                           | 1994.                               |

### Estadísticas por Cantón
| Cantón       |    | Títulos |    | Subtítulos |  |
| ------------ | -- | --- | -- | --- |  |
| Ibarra       | 17 | Imbabura S. C. (7) Valle del Chota (5) 17 de Julio (1) Atlético Ibarra (1) Deportivo Ibarra (1) Luz de América (1) Teodoro Gómez de la Torre (1) | 23 | Luz de América (6) Imbabura S. C. (4) Teodoro Gómez de la Torre (4) 17 de Julio (1) Deportivo El Ángel (1) Deportivo Ibarra (1) Ibarra F. C. (1) La Cantera (1) San Antonio (1) Santa Fe (1) Técnico Estudiantil (1) Valle del Chota (1) |  |
| Otavalo      | 9  | Otavalo F. C. (7) Pilahuin Tío (2) | 7  | Otavalo F. C. (6) Chivos F. C. (1) |  |
| Antonio Ante | 6  | Leones del Norte (4) 2 de Marzo (2) | 3  | 2 de Marzo (2) Leones del Norte (1) |  |
| Cotacachi    | 2  | Cedecot (1) San Antonio (1) | 1  | San Antonio (1) |  |